# Кабрал, Гонсалу Велью
Гонса́лу Ве́лью Кабра́л (порт. Gonçalo Velho Cabral) — португальский мореплаватель, офицер, капитан судна.
Сын Фернана Велью, алькальда Веледы, и Марии Альвареш Кабрал. Командор Ордена Христа, капитан на службе инфанта Генриха Мореплавателя.
По поручению инфанта в 1432 году отправился в путешествие с целью установить точное местоположение островов Санта-Мария и Сан-Мигел, открытых Диогу ди Сильвешем. Успешно выполнил задание, став «вторым» открывателем Азорских островов. На обратном пути открыл скалы Формигаш.
Во время путешествия 1444—1446 годов открыл ещё шесть островов Азорского архипелага.
За свои достижениях получил во владение земли на Азорах.